# Jūra
Pour les articles homonymes, voir Jura.
Le Jūra est une rivière à l'ouest de la Lituanie, affluent du Niémen par la rive droite.

## Étymologie
Le nom de la rivière vient du mot lituanien jūra qui signifie mer. La rivière traverse différentes villes comme Tauragė, Rietavas, Kvėdarna, ou encore Pajūris.

## Géographie
La Jura est une rivière de l'ouest de la Lituanie et un affluent du Niémen.
Avec une longueur de 171,8 km, c'est la dixième plus longue rivière de Lituanie. 
Elle part du versant ouest du plateau de Žemaičiai (lt), à 9 km au nord-ouest de Rietavas, sur le territoire du village de Jankaičiai. 
Elle s'écoule vers l'est, tourne vers le sud, puis vers le sud-est après Rietava, Kvėdarna, Pajūris, Tauragė. 
A proximité de Šereitlaukis, elle se jette dans le  Niémen (à 81 km de l'embouchure du  Niémen). La pente de la rivière est de 0,8 m/km. Le débit en bord de mer atteint 11,5 m³/s. La largeur du lit de la rivière atteint 15 à 20 m, sa profondeur de 0,1 à 3 mètres.

## Principaux affluents
- Rive droite : Kumelupis, Letausas, Plunkė, Glivija, Lokupis, Šlaunis, Kisė, Bikava, Lolyčia, Dubalė, Vynija, Alanga, Dauba, Ežeruona, Meldikupė, Uplankis, Birbintė
- Rive gauche : Buba, Ežerupis, Kirkšnis, Rindė, Deguva, Aitra, Pienauja, Geniotalis, Vėžus, Skurbynas, Lokysta, Ilgotis, Nemylas, Trumpė, Barys, Žiuržmotis, Aušbruva, Lylava, Kernušupis, Akmena, Ringė, Rekstys, Šunija, Miltauja, Šešuvis, Dauglaukis, Giluvė.

## Galerie

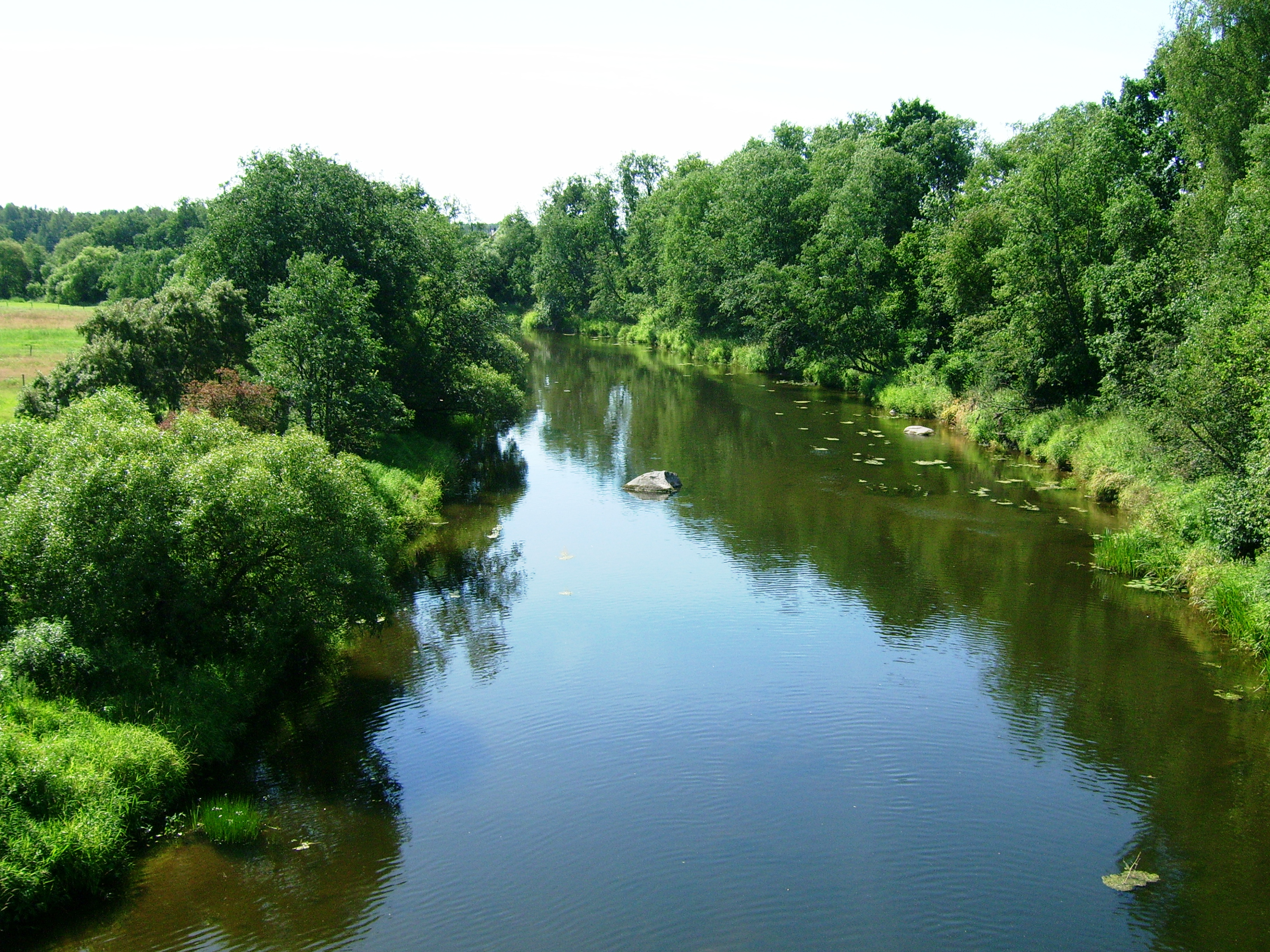
La Jūra à Pajūriu.
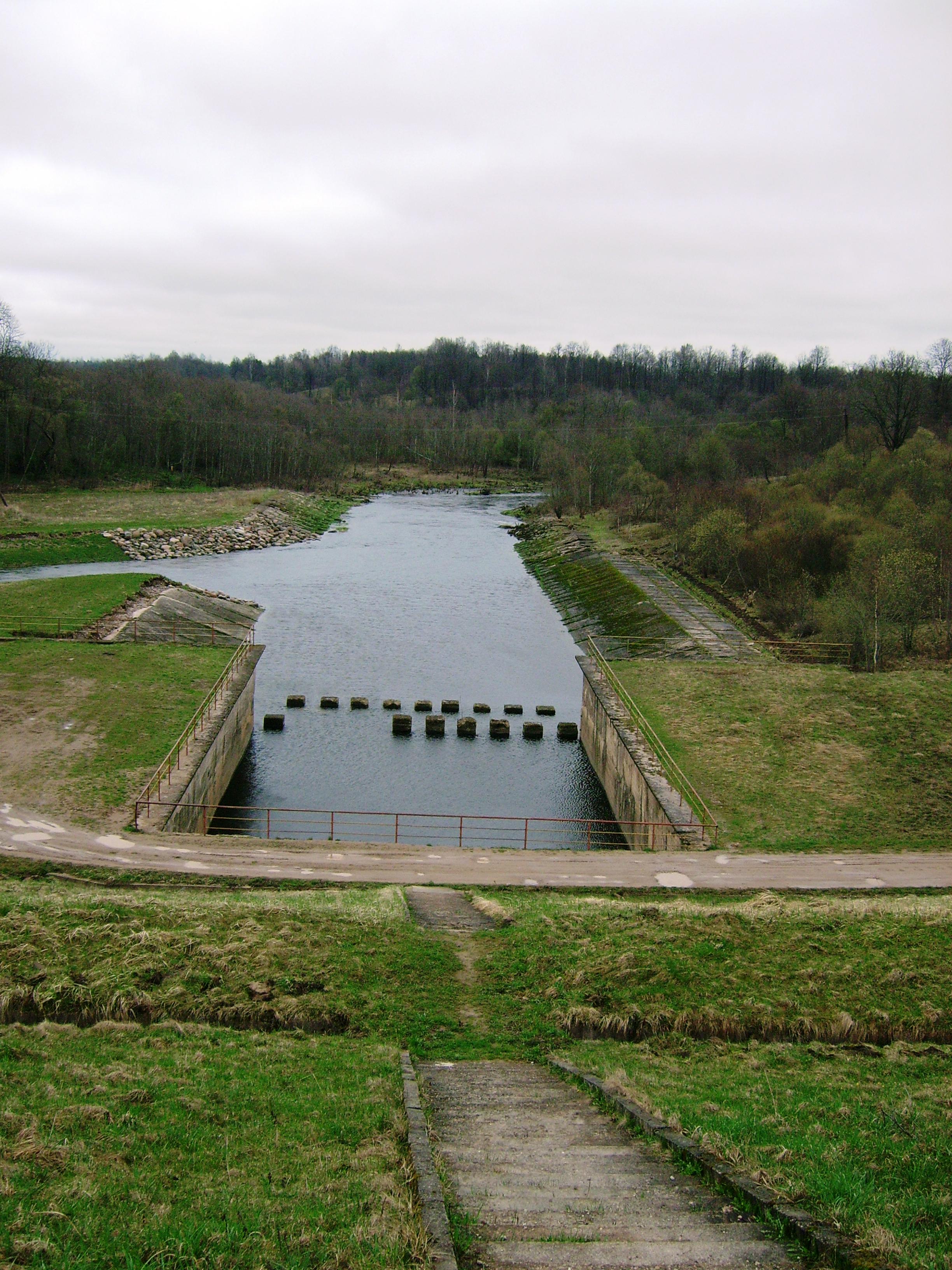
La Jūra sous le barrage de Balska.
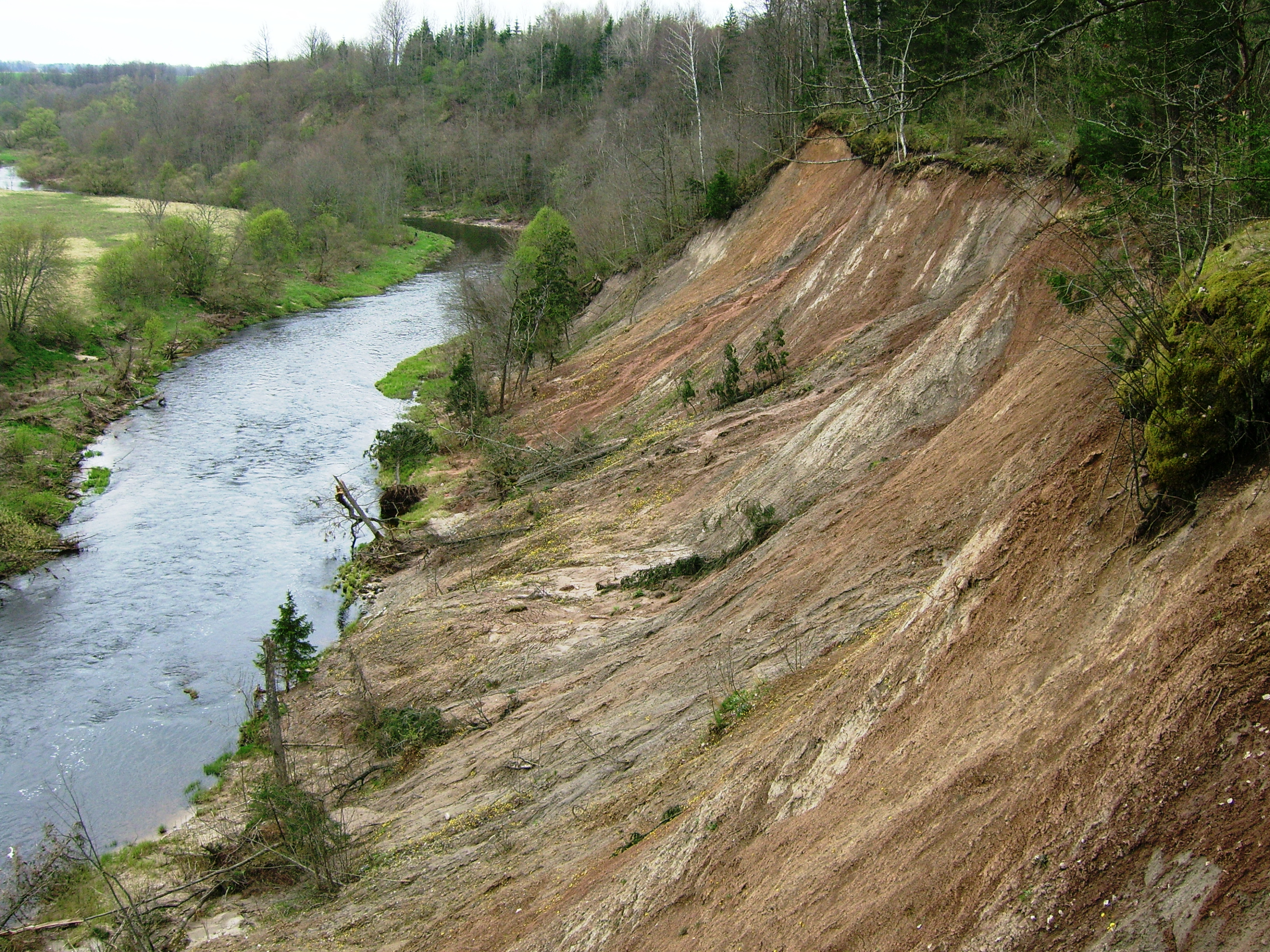
La Jūra à Geniais
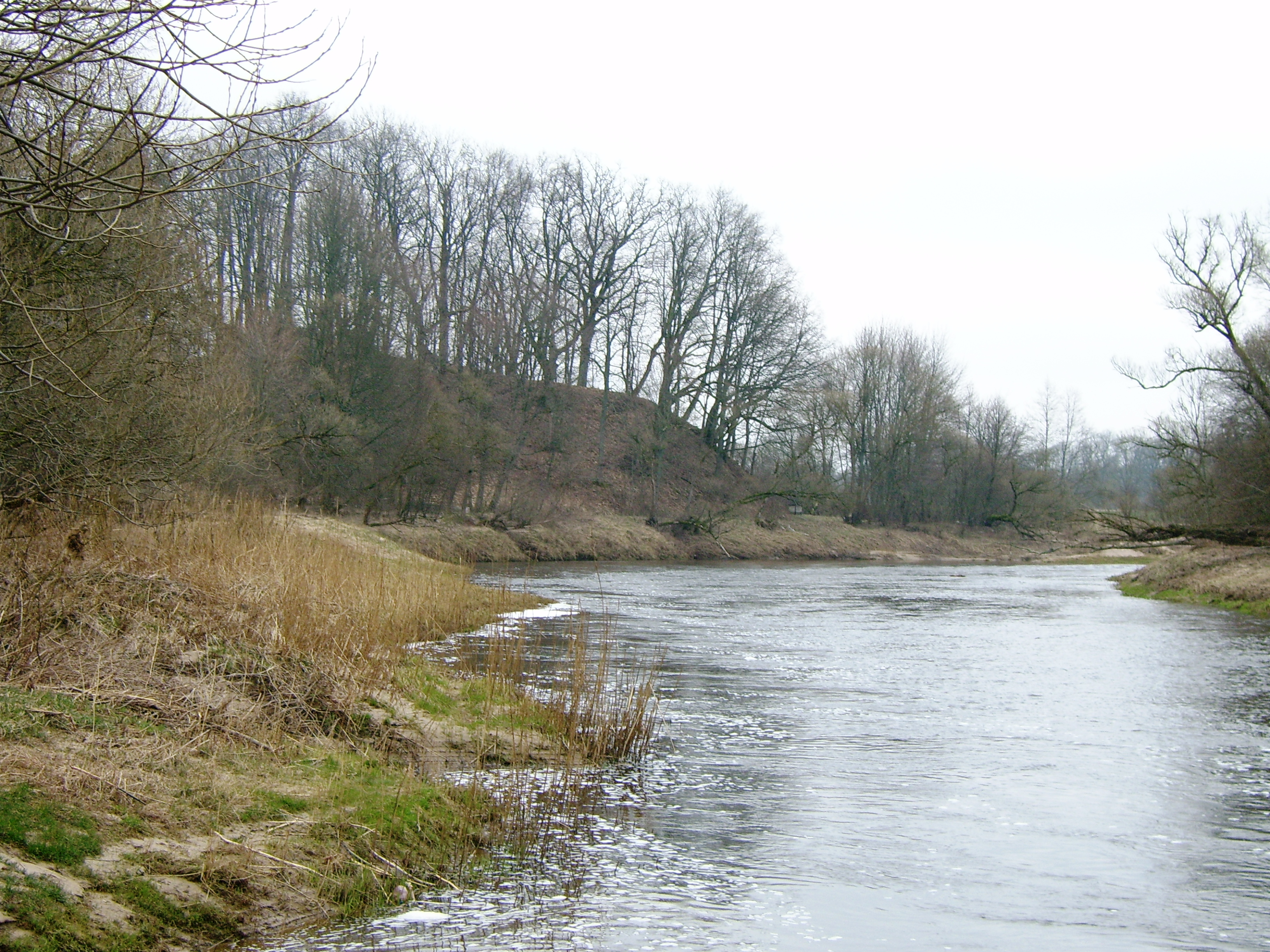
La Jūra a Matiškiais
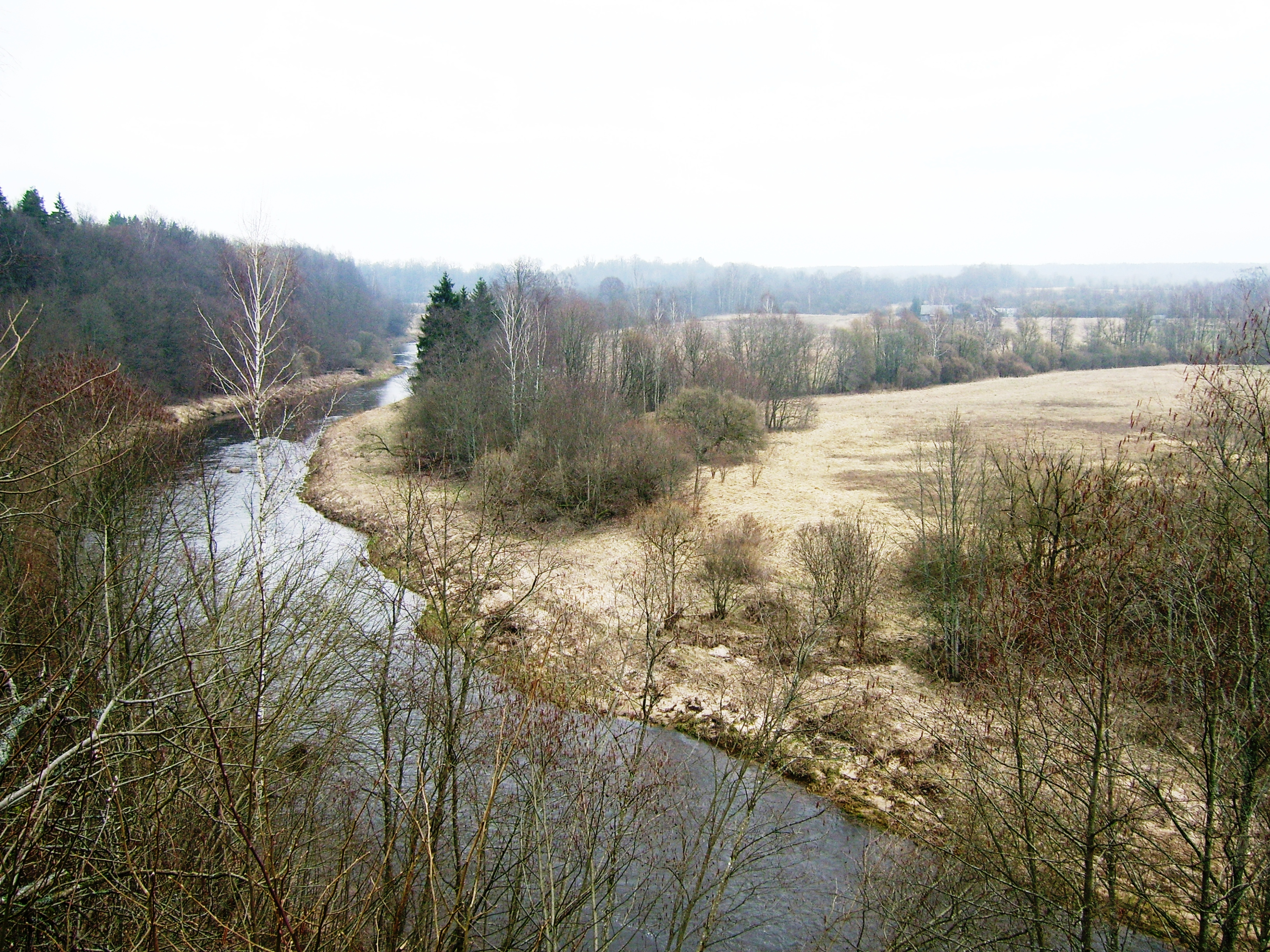
La Jūra à Mineikiškiais

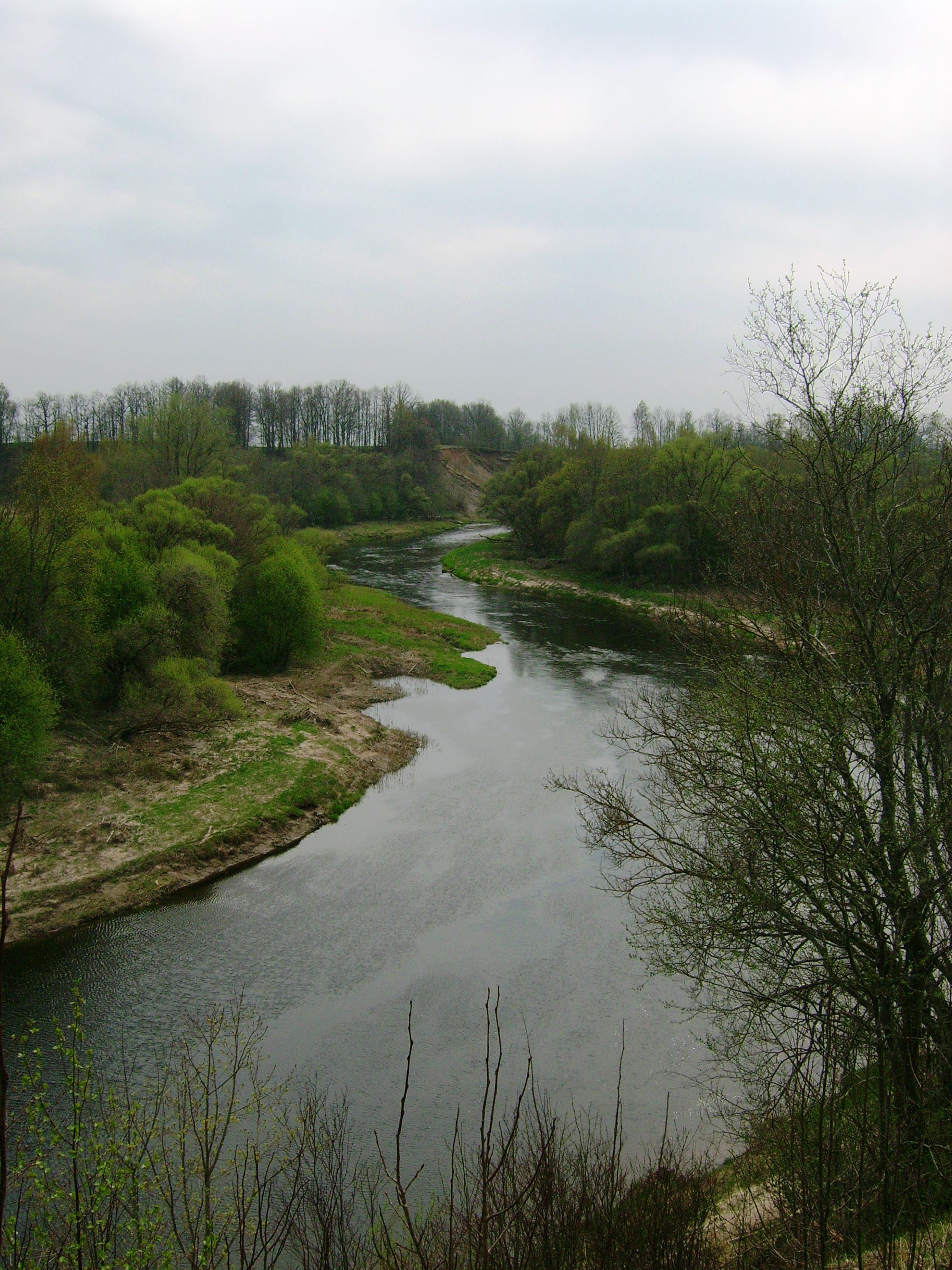
La Jūra à Rekstukais
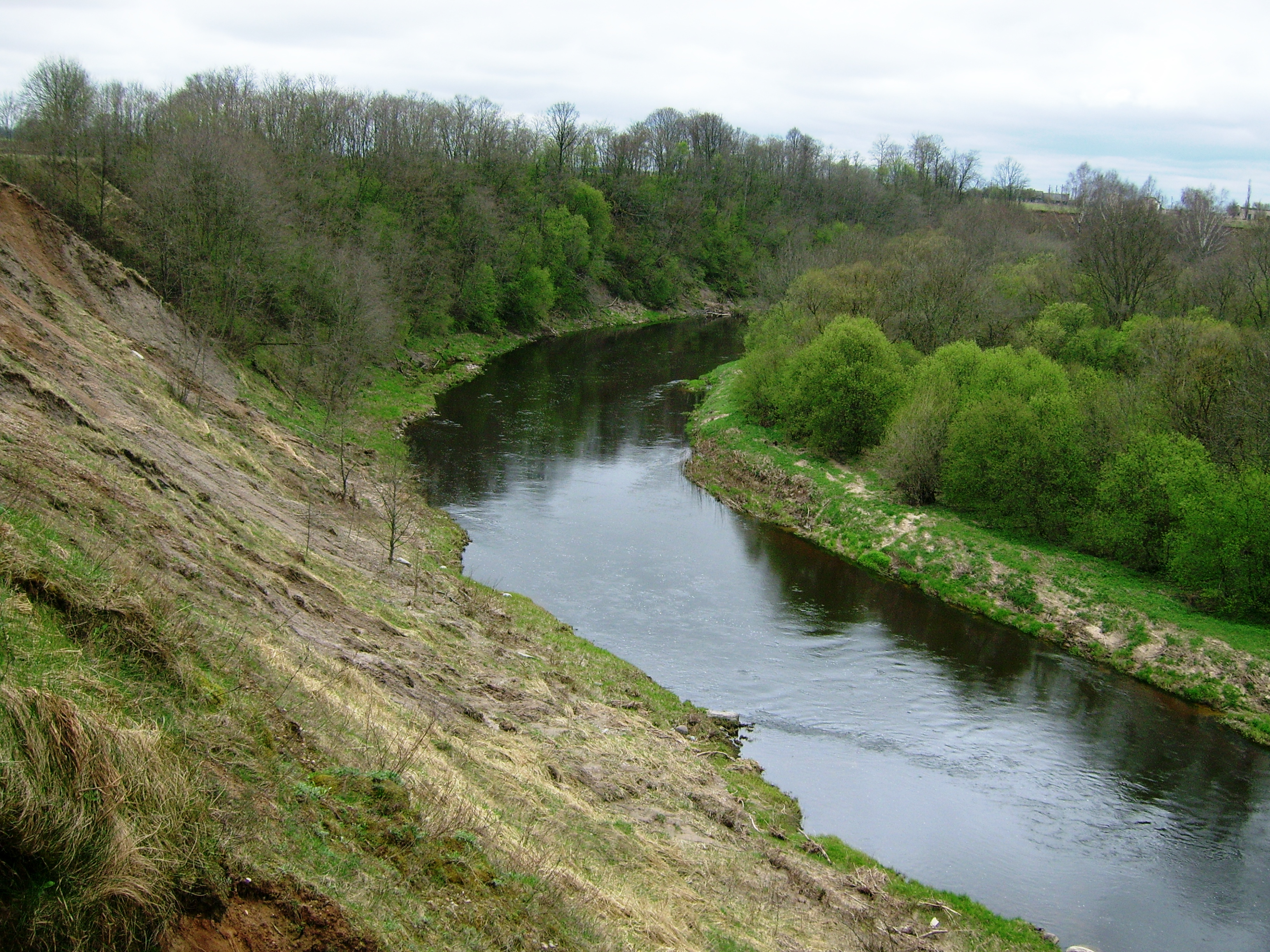
La Jūra à Reksčiais
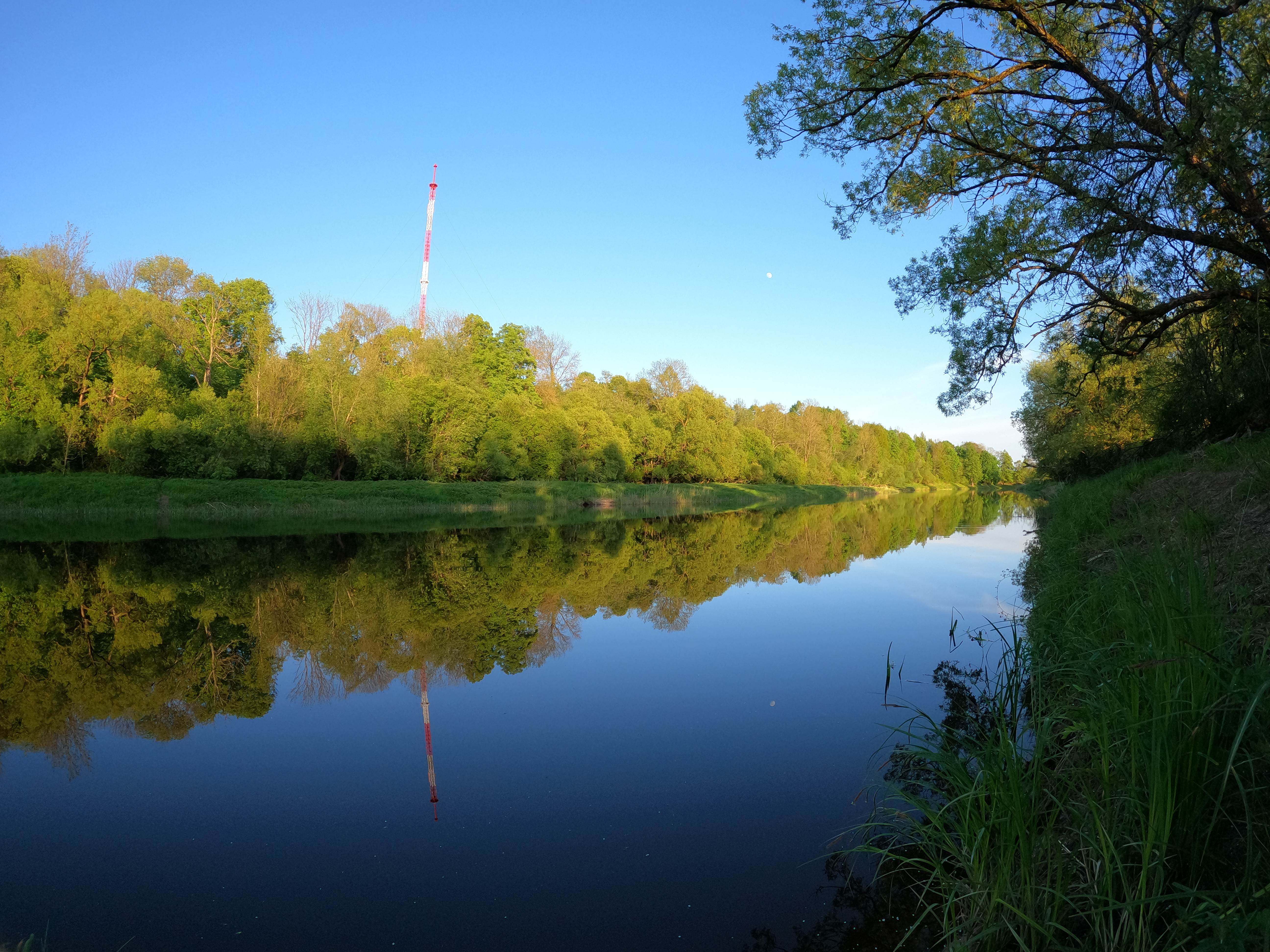
La Jūra à Jatkančiais
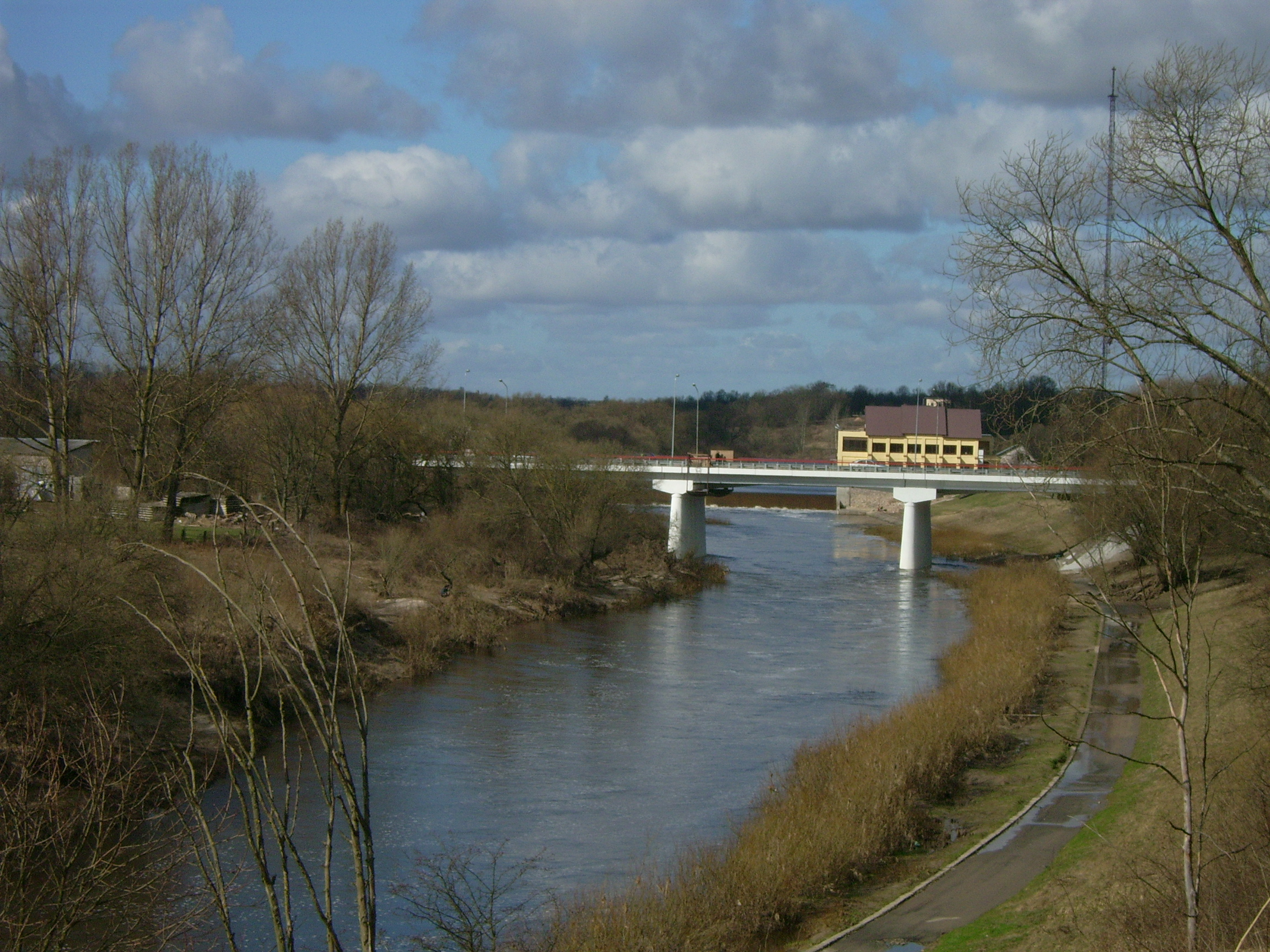
La Jūra à Tauragė
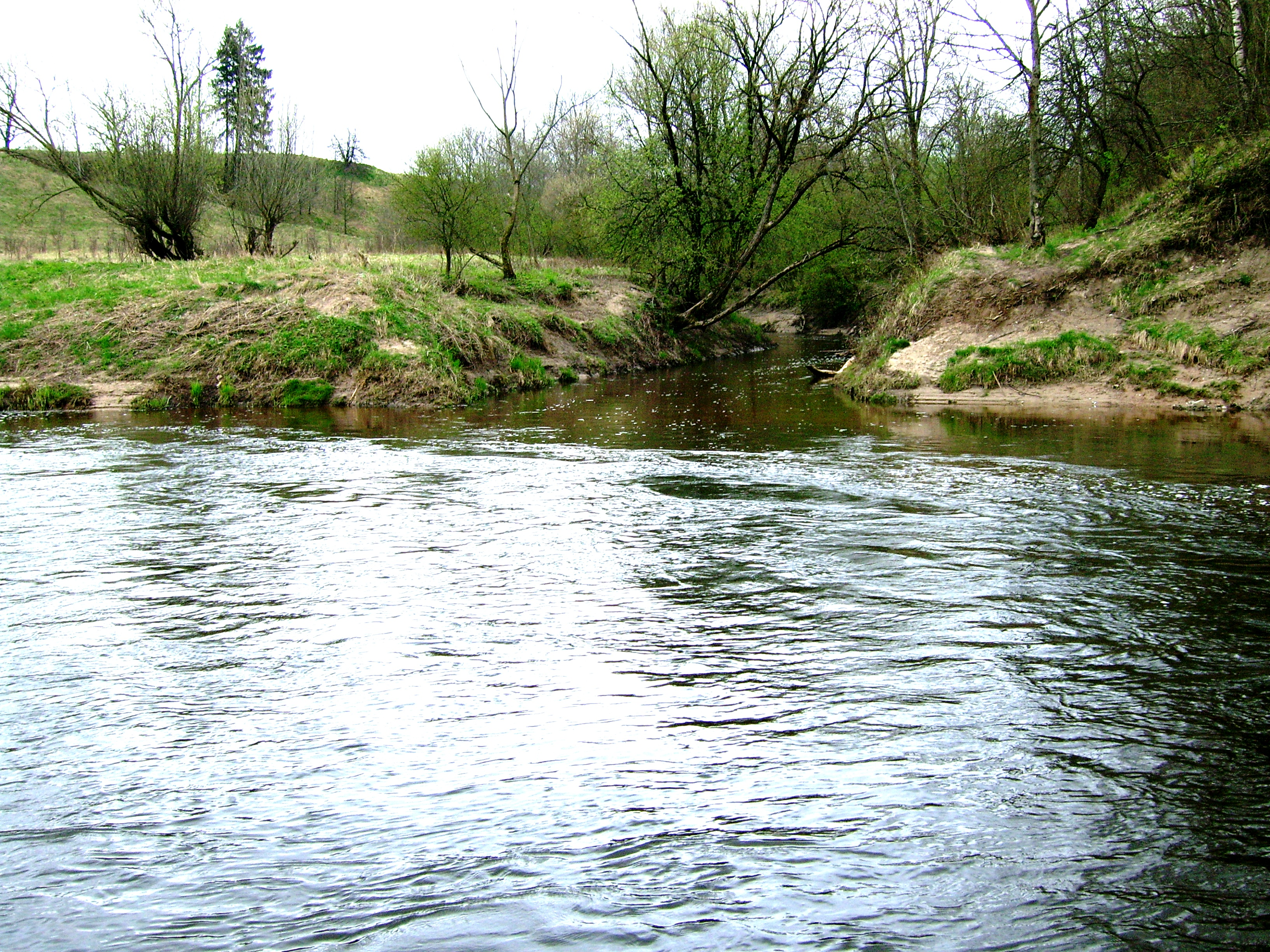